# Sapucchaka madreeya
Sapucchaka madreeya är en svampart som beskrevs av K. Ramakr. 1956. Sapucchaka madreeya ingår i släktet Sapucchaka och familjen Microthyriaceae.   Inga underarter finns listade i Catalogue of Life.